# Coralliophila wilsoni
Coralliophila wilsoni is een slakkensoort uit de familie van de Muricidae. De wetenschappelijke naam van de soort is voor het eerst geldig gepubliceerd in 1898 door Pritchard & Gatliff.